# Eurázsiai-lemez

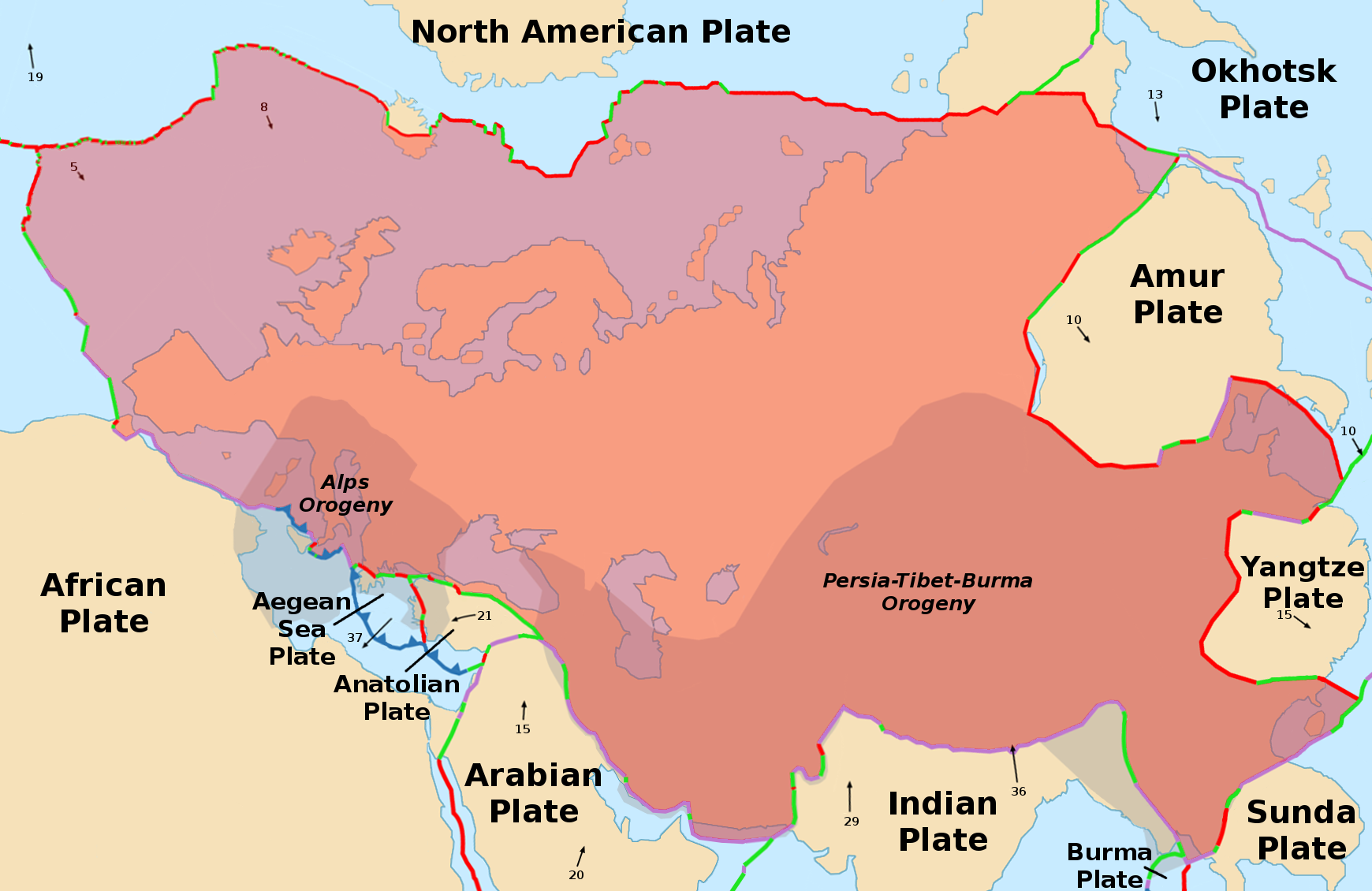
Az Eurázsiai-lemez kiterjedése és a szomszédos lemezek

Az Eurázsiai-lemez egy nagyméretű avagy elsődleges tektonikus lemez, amely magában foglalja az úgynevezett Eurázsia kontinens legnagyobb részét (amely a hagyományos kontinens felosztás szerint Európa és Ázsia), azonban ez alól kivétel az Indiai szubkontinens, az Arab-félsziget, Északkelet-Szibéria. Ugyanakkor része az Észak-Atlanti-óceáni kéreg keleti oldala egészen az Közép-Atlanti-hátságig és észak felé a Jeges-tenger aljzatának nagy része. Területe mintegy 67 800 000 km², jelenleg Afrikához képest déli irányban mozog, évi 7-14 mm/év sebességgel.

## Határok
Az északkeleti oldalán a határát az Észak-amerikai-lemez, illetve annak részlemeze, az Ohotszki-lemez alkotja, keleti, illetve délkeleti irányban a tőle részlegesen különálló Amuri-, Jangce- és Szunda-lemezzel határos. Déli irányban a Himalája vonulata jelöli ki a határát az Ausztrál–Indiai-lemezzel, valamint határos az Iráni-, Anatóliai- és Hellén–Török-lemezzel, ezek mellett a Földközi-tenger és Közép-Európa térségében számos mikrolemez és lemeztöredékkel határos, amelyek akár az Eurázsiai-lemez részének is tekinthetők. Nyugati határát egyértelműen jelöli ki a Közép-Atlanti-hátság az Észak-amerikai-lemez felé. Ez a hátság folytatódik határvonalként Izlandtól (amelynek csak a keleti oldala fekszik a lemezen) északra, majd a Jeges-tenger felszíne alatt is immáron Gakkel-hátság néven.

## Földtörténet
A lemez legősibb részei a Balti-pajzs és az Angara-pajzs, valamint több kisebb ősmasszívum (például az Ukrán-pajzs), amelyek az ős- és előidőben keletkezett hegységrendszerek alapjukig lepusztult maradványai, ezek részben fedetlenek, részben fedettek, mint a Kelet-európai-síkság, Közép-Ázsia és Belső-Mongólia területei.
Az óidőben mintegy 510–400 millió éve gyűrődtek hozzá az ősföldekhez a Kaledóniai-hegységrendszer tagjai, ezek Európában a Skandináv-hegység és Skót-felföld, míg Ázsiában ezek a Bajkálidák, Tien-san, Kunlun egyes részei, amelyek felgyűrődésükkel forrasztották össze a szétszórt lemezdarabokat, létrehozva Ős-Ázsiát. Ekkoriban a földrészek a déli félgömb szavannai területeinek magasságában terültek el, amiről az idős vörös homokkő árulkodik.
Az óidő második felében, 400–235 millió éve gyűrődtek fel a Variszkuszi-hegységrendszer tagjai. Ekkor kapcsolódott össze Európa és Ázsia az Urál-hegység által, és ezután egy lemezként mozog, továbbá ekkor keletkezett a spanyol Mezeta, a Francia-középhegység, Vogézek, Fekete-erdő, Német-középhegység, Lengyel-középhegység Európában, valamint a Szariarka, Altaidák, Tien-san, Kunlun további része Ázsiában. Ezen hegységek felgyűrődésével Laurázsia nekiütközött Gondwanának, létrehozva így Pangeát. A középidőben széleskörű tengerelöntések jellemezték a lemezt, majd a jurában megkezdődött a szétválás, először a Európa és Afrika között nyílt ki az óceán, majd Észak-Amerika vált el Európától. Az újidő során Afrika észak felé mozgásával az Európának tolt mikrolemezek lassan bezárva nyugat felől a Tethys-óceánt, elkezdték felgyűrni az Eurázsiai-hegységrendszer tagjait. Az Ázsia déli területeinek három fázisban torlódtak mikrolemezek így: először Afganisztán, Tibet, Dél-Kína, majd később Irán, Délkelet-Ázsia csatlakozott a kontinenshez. Az utolsó fázisban az Indiai-lemez alakított ki hegységeket.